# La Turbie
La Turbie är en kommun i departementet Alpes-Maritimes i regionen Provence-Alpes-Côte d'Azur i sydöstra Frankrike. Kommunen ligger  i kantonen Villefranche-sur-Mer som ligger i arrondissementet Nice. År 2022 hade La Turbie 3 012 invånare.

## Befolkningsutveckling
Antalet invånare i kommunen La Turbie
Referens: INSEE

## Galleri

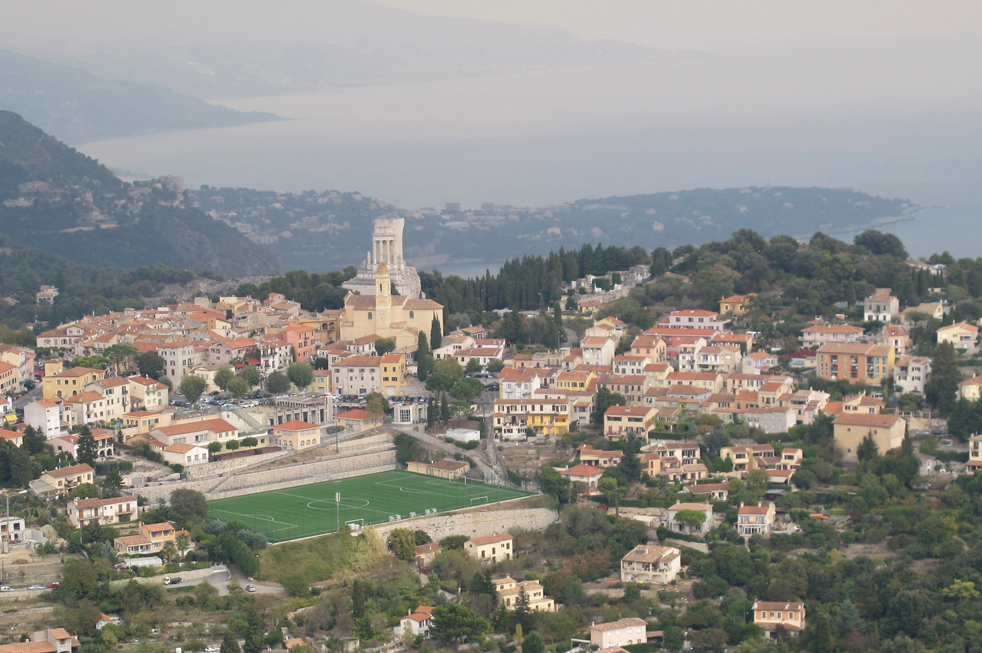
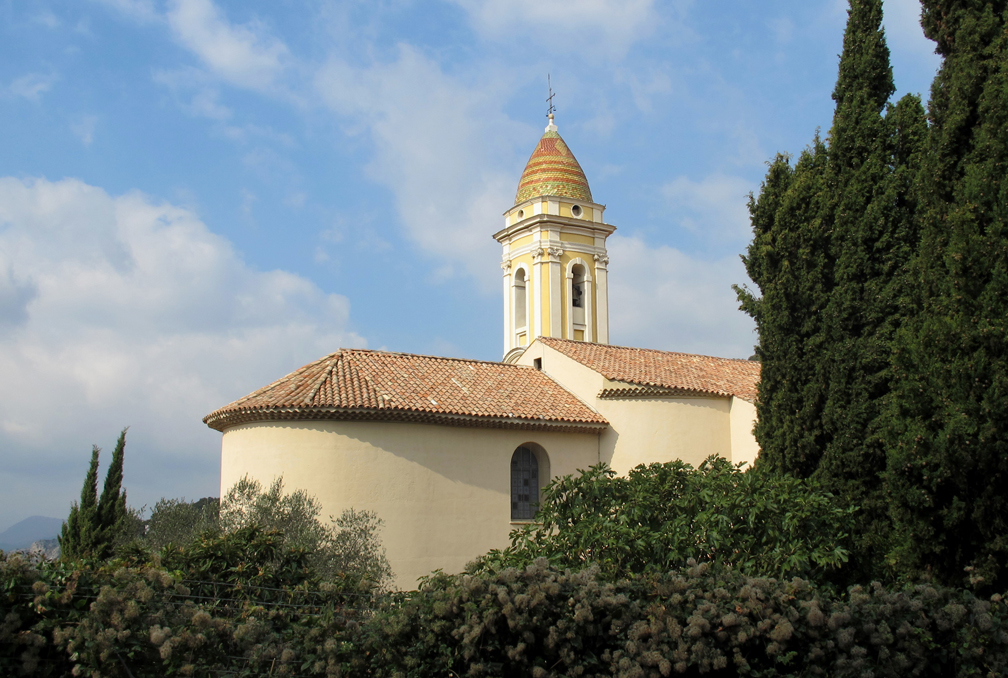
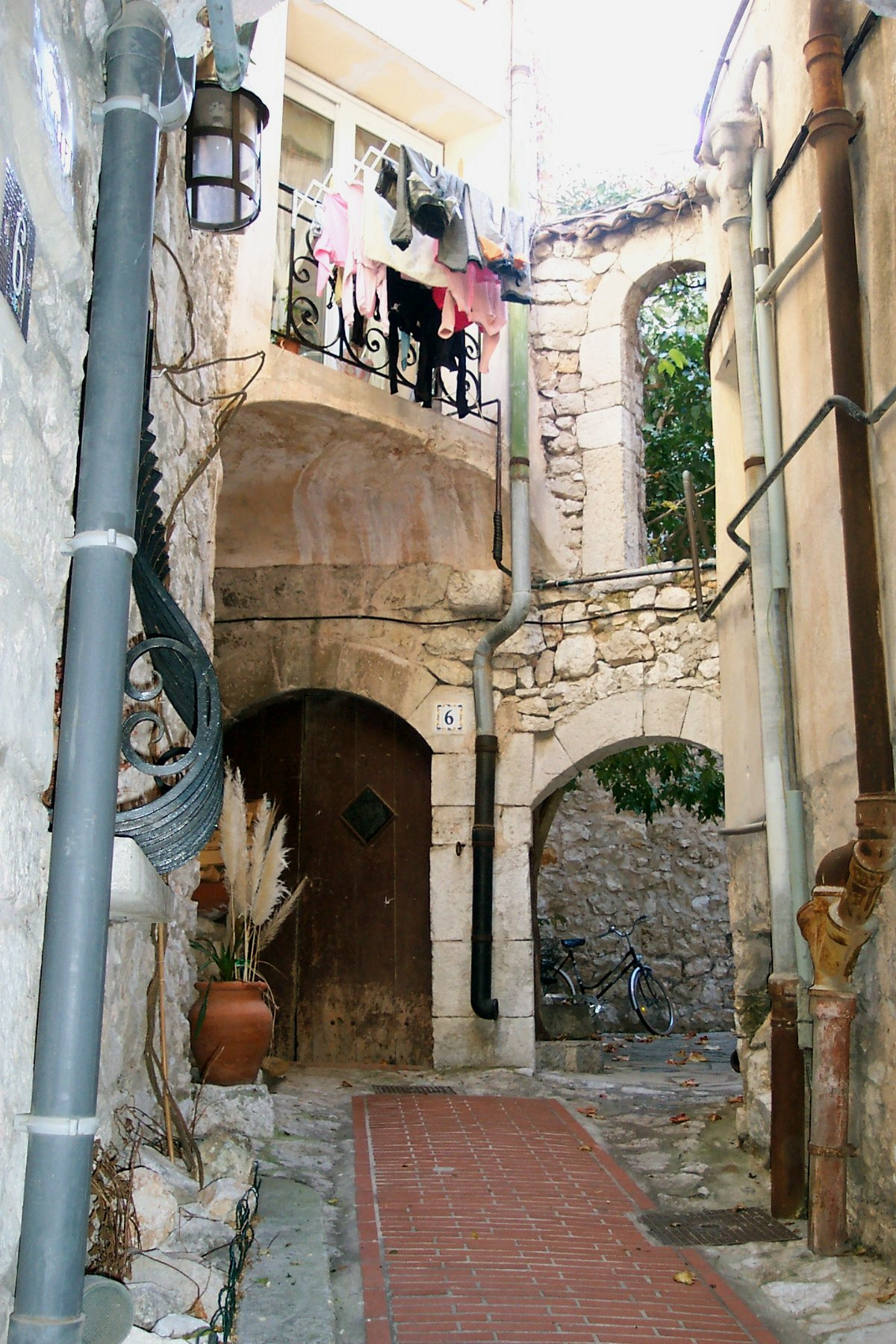